# Oxytropis kuhistanica
Oxytropis kuhistanica är en ärtväxtart som beskrevs av Abdusal. Oxytropis kuhistanica ingår i släktet klovedlar, och familjen ärtväxter. Inga underarter finns listade i Catalogue of Life.